# Francisque Sarcey
Francisque Sarcey (Dourdan, Essonne –  8 de outubro de 1827 – Paris, 16 de maio de 1899), foi um crítico de teatro e jornalista francês.

## Carreira
Depois de alguns anos como administrador escolar, trabalho para o qual seu temperamento era inadequado, ingressou no jornalismo em 1858. Contribuiu para Le Figaro, L'Illustration, Le Gaulois, Le XIX e Siècle e outros periódicos; mas seu principal interesse era a crítica dramática, da qual teve sua primeira experiência no L'Opinion nationale em 1859. Em 1867, ele começou a contribuir para Le Temps, o " feuilleton" ao qual seu nome esteve associado até a morte. Sua posição de ditador da crítica dramática era única. Ele tinha o segredo de fazer confidências ao público e seus pronunciamentos sobre novas peças eram aceitos como definitivos.
Ele era um crítico magistral sobre a atuação; suas opiniões sobre o drama em si eram reduzidas e indiferentes ao progresso artístico. Por exemplo, em 1896, ele comentou a estreia da peça Ubu Roi de Alfred Jarry - um precursor do Teatro do Absurdo - e chamou-a de "uma fraude imunda que merece nada além do silêncio do desprezo". Essas opiniões tornaram-no objeto de ridículo entre os jovens artistas e escritores rebeldes de Montmartre. Entre 1886 e 1893, o escritor e humorista Alphonse Allais publicou uma série notória de colunas de jornal sob o nome de Sarcey com títulos como "Como me tornei um idiota".
Sarcey publicou várias obras diversas, das quais as mais interessantes são Le Siège de Paris, um relato compilado de seu diário (1871), Comédiens et comédiennes (1878-1884), Souvenirs de jeunesse (1884) e Souvenirs d'âge mûr (1892 ; Eng. Trad., 1893). Quarante ans de théâtre (1900) é uma seleção (em 8 volumes) de seus dramáticos Feuilletons editados por Adolphe Brisson. Ele morreu em Paris.

## Vegetarianismo
Sarcey desistiu de comer carne em 1893 e se descreveu como um "vegetariano moderado". Ele se absteve de carne, mas comeu manteiga, queijo, ovos, leite e peixe. Ele argumentou que a dieta deu-lhe grande resistência à fadiga e melhorou sua saúde.